# 애나 토드
애나 토드(영어: Anna Todd, 1989년 3월 20일 ~ )는 미국의 작가이다. 《애프터》 시리즈로 잘 알려져 있으며, 소셜 스토리텔링 플랫폼 왓패드에서 출판을 시작했다. 인쇄본은 2014년에 발행되었다.